# Drassodes mirus
Drassodes mirus är en spindelart som beskrevs av Norman I. Platnick och Mohammad U. Shadab 1976. Drassodes mirus ingår i släktet Drassodes och familjen plattbuksspindlar. Inga underarter finns listade i Catalogue of Life.